# Sivá Brada

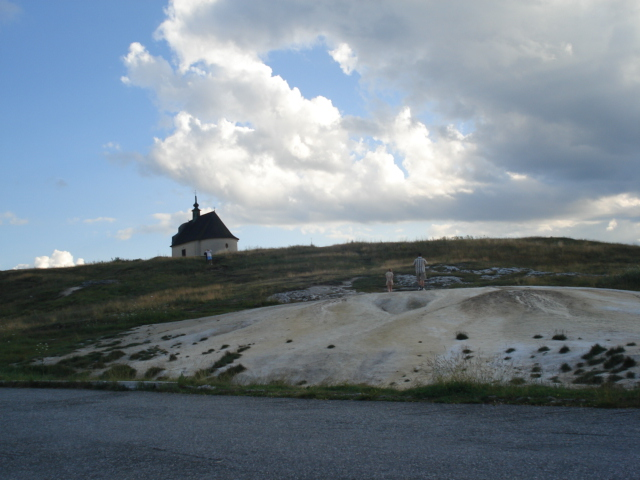
Der Hügel und die Kapelle

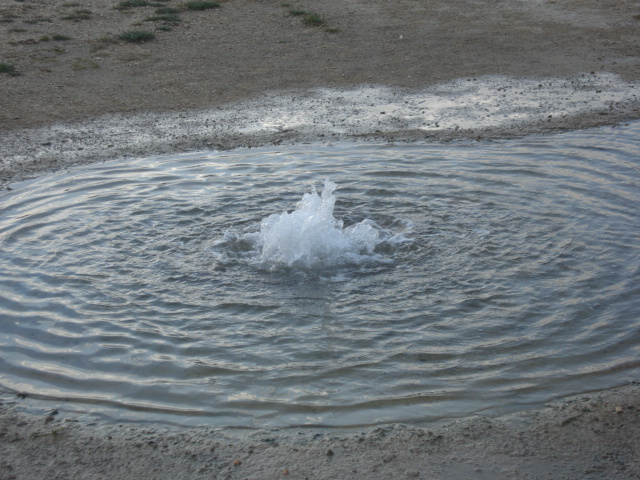
Quelle am Sivá Brada

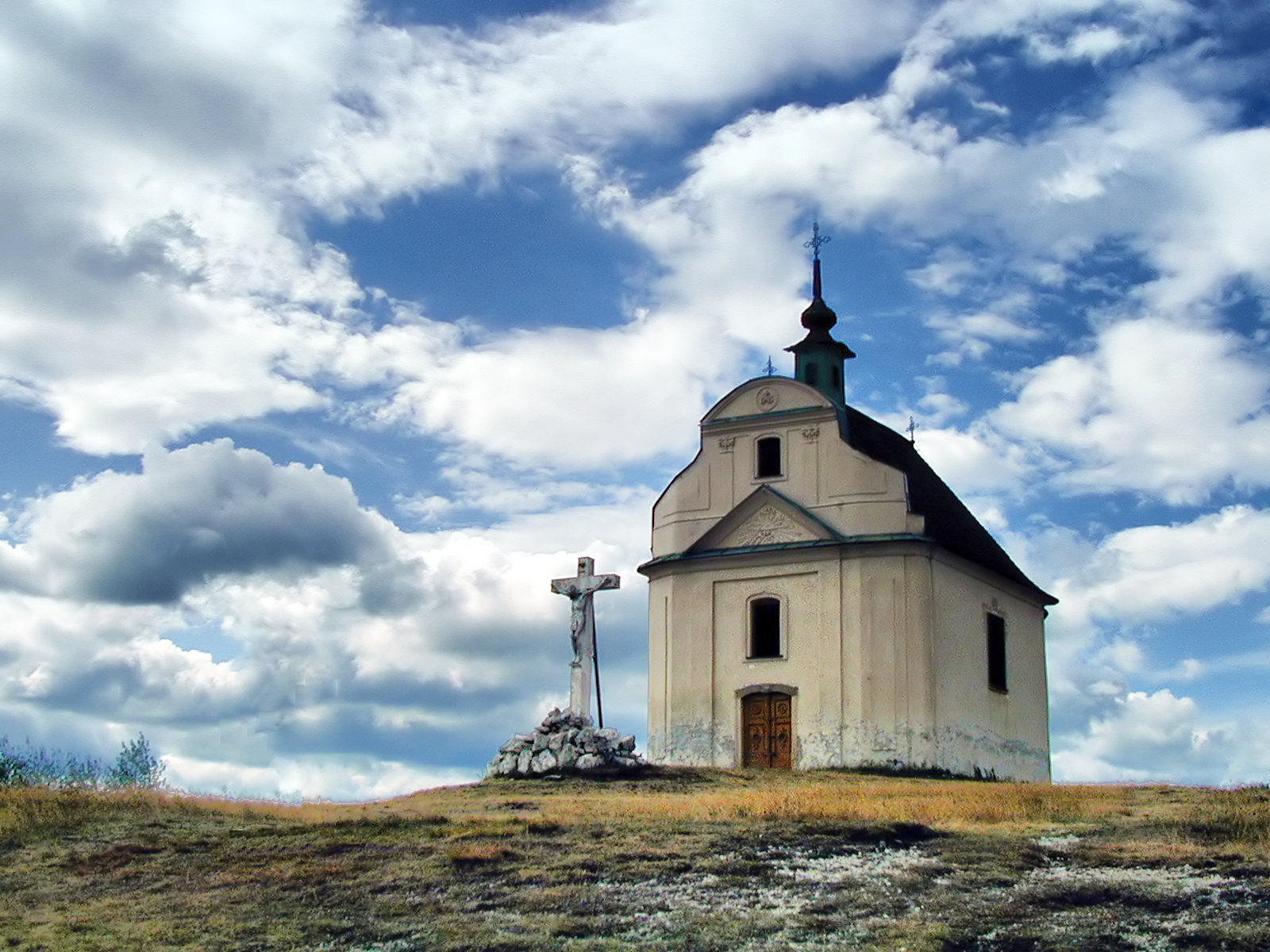
Nahaufnahme der Kreuzkapelle

Sivá Brada (deutsch wörtlich Grauer Bart oder Silberbart) ist ein Travertinhügel westlich der ostslowakischen Stadt Spišské Podhradie (deutsch Kirchdrauf), nahe der Kreuzung der Cesta I. triedy 18 (I/18) mit der III/3220 sowie unweit der 680 m langen Autobahn-Bogenbrücke der D1. Auf dem Hügel entspringt eine Mineralquelle mit einem kleinen See, mit weiteren Quellen in der unmittelbaren Umgebung. 1979 wurde der Hügel zum Nationalen Naturreservat der Slowakei erklärt.
Der Hügel befindet sich im Talkessel Hornádska kotlina und entstand durch Kreuzung der Verwerfungen am östlichen Rand des sogenannten Rückens von Vikartovce mit jenen, die das Braniskogebirge begrenzen. Entlang der Verwerfungen tritt ein an Kohlendioxid (CO2) und Schwefelwasserstoff (H2S) reiches Mineralwasser aus. Der Travertinhügel ist holozänen Ursprungs, 25 Meter hoch und etwa 500 Meter breit und beherbergt reiche Flora mit seltenen Salz- und Sumpfpflanzen sowie Xerophyten. Am Fuße des Hügels wurde eine Bohrung durchgeführt, wo in der Vergangenheit ein Kaltwassergeysir aktiv war, mit Ausbrüchen alle fünf bis sechs Stunden, Dauer zwischen einer und zwei Stunden und Höhe von drei bis fünf Metern.
Von der Mitte des 16. Jahrhunderts bis 1945 befand sich hier ein kleines Bad, in dem Gelenkerkrankungen behandelt wurden und dem nahen Zipser Kapitel gehörte. Auf dem Hügel befindet sich die barocke Kreuzkapelle (slowakisch kaplnka sv. Kríža) aus dem Jahr 1675.